# Mariano José Parra Sandoval
Mariano José Parra Sandoval (Maracaibo, 25 de abril de 1947) é prelado venezuelano da Igreja Católica Romana, arcebispo emérito de Coro.

## Biografia
Mariano José Parra Sandoval nasceu em Maracaibo, Venezuela, filho maior de Cira Elvia Sandoval e do Dr. Hugo Enrique Parra León. Sobrinho de outros dois sacerdotes, Mons. Luis Raúl Sandoval Arenas (1931-2014), vigário geral da Diocese de Cabimas, e Dom Mariano José Parra León (1911-1989), bispo emérito de Cumaná, e primo de outro, Mons. Jesús Enrique Hernández Bracho (n.1946), da Arquidiocese de Maracaibo. Realizou o ensino médio nos seminários menores de sua cidade natal e de Caracas. Cursou filosofia e teologia no Seminário Interdiocesano de Caracas e no seminário da Diocese de Rochester, nos Estados Unidos. Foi ordenado sacerdote em 14 de agosto de 1971, pela Diocese de Cumaná.
Posteriormente, foi pároco durante quatro anos e reitor do seminário maior diocesano durante quinze anos. Exerceu também os cargos de vigário judicial, professor de teologia dogmática e pastoral, membro do Conselho Presbiteral e do Colégio de Consultores. Foi também subsecretário da Conferência Episcopal Venezuelana.
Em 12 de julho de 1994, o Papa João Paulo II o nomeou bispo de San Fernando de Apure. A consagração episcopal se deu pelas mãos do arcebispo de Cumaná, Dom Alfredo José Rodríguez Figueroa, em 19 de abril do mesmo ano. Os co-consagrantes foram Dom Mario del Valle Moronta Rodríguez, bispo auxiliar de Caracas, Santiago da Venezuela, e Dom Roberto Lückert León, bispo de Coro.
Em 10 de julho de 2001 foi nomeado bispo de Ciudad Guayana.
O Papa Francisco o nomeou arcebispo de Coro em 25 de outubro de 2016 em sucessão a Dom Roberto Lückert, que renunciou ao cargo em razão da idade. Depois de sete anos, chegou a vez de Dom Mariano pedir renúncia por atingir o limite etário estipulado pelo Código Canônico. Seu pedido foi acatado em 31 de outubro de 2023. Dom Mariano deu posse ao seu sucessor, Dom Víctor Hugo Basabe, até então bispo de San Felipe e administrador apostólico de Barquisimeto, em 15 de dezembro seguinte.